# Barbara Furtuna
Barbara Furtuna est un ensemble polyphonique corse composé de quatre hommes, présent sur la scène internationale, que ce soit en Europe, en Amérique du Nord ou en Australie.

## Biographie
Le quatuor créé en 2003, a choisi son nom, qui signifie « cruelle destinée », en référence à un chant traditionnel corse qui évoque l'exil forcé. Il produit cinq albums mais c'est surtout par la scène qu'il se fait connaître, avec plus de 900 concerts à son actif de par le monde. Le groupe propose un répertoire varié, traditionnel, de musique sacrée mais aussi profane, ainsi que des adaptations de chansons françaises comme Le Temps des cerises ou de textes étrangers (sarde, toscan, géorgien).
Le groupe arrête d'exister le 28 février 2022

## Membres
- Jean-Pierre Marchetti, remplacé en 2018 par Fabrice Andreani (de la formation I Messageri)
- André Dominici
- Jean-Philippe Guissani
- Maxime Merlandi

## Discographie
- 2004 : Adasgiu[5]
  - Ave maris stella
  - Sanctus
  - Un ti ne fà
  - Cantu d'amore
  - Misermini mei
  - Fiure
  - T'chemo
  - Agnus dei
  - Furtunatu
  - A belle stagione
  - Barbara furtuna
  - O salutaris hostia
- 2008 : In Santa Pace[6]
  - Anghiulina
  - O salutaris hostia
  - Maria le sette spade
  - Lex aeterna
  - Veni o bella
  - S'hè dscitatu
  - Suda sangue
  - Kyrie eleison
  - Lamentu chi ti cerca
  - Plavi putevi mora
  - Tota pulchra es Maria
  - L'innamurati
  - L'oru
- 2010 : Via Crucis[7] (avec l'Arpeggiata de Christina Pluhar)
- 2013 : Si vita si[8],[9]
  - Si vita si
  - I verani
  - Luntanu
  - Ad amore
  - Maria
  - Subvenite
  - Olà, fedeli
  - E di sente cantà
  - Quantu volte
  - I vechji amanti (La Chanson des vieux amants)
  - Incantèsimu
  - Barcarola calvese
- 2016 : D'Anima[10]
  - Quantu volte
  - Lamentu di u castagnu
  - Incantèsimu
  - Sì vita sì
  - Mare nostrum
  - Un ghjornu
  - D'anima
  - Maria
  - Goccia à goccia
  - Ti dicerà
  - Miseremini mei